# Elviro Martínez
Elviro Martínez Fernández (Blimea, 11 de marzo de 1940) es un escritor y jesuita asturiano.

## Formación académica
- Licenciado en Filosofía por la Universidad Pontificia Comillas.
- Doctor en Derecho por la Universidad Pontificia Comillas.
- Diplomado en Genealogía, Heráldica y Derecho Nobiliario por el Instituto Luis Salazar y Castro (Consejo Superior de Investigaciones Científicas).

## Trayectoria profesional
Tras un inicio como profesor de Derecho Natural en la Facultad de Derecho del ICADE, se traslada a mediados de la década de 1970 a Gijón, donde continuó su labor docente como profesor de historia en el Colegio de la Inmaculada. Allí fundó Monumenta Histórica Asturiensia en 1976, al amparo de la Biblioteca Asturiana del Padre José Mª Patac, S.J., una colección que tiene por finalidad recuperar las fuentes documentales más importantes sobre Asturias. Su labor como director de colecciones editoriales también se desarrolló en el marco de la Editorial Everest.
Asimismo ha sido colaborador habitual y articulista en diversos diarios regionales (La Nueva España, El Oriente de Llanes, etc.). Con el primero de ellos desarrollaría una página semanal sobre la heráldica de los apellidos asturianos entre 1997 y 2001, en colaboración con el ilustrador asturiano -y especialista en ilustración heráldica- Juan Hernaz. En colaboración con este ilustrador publicaría, además, diversos libros desde 1993, entre los que destacan especialmente los de temática heráldica

## Cargos
Es elegido miembro de número del Real Instituto de Estudios Asturianos el 6 de noviembre de 1980. Su discurso de ingreso versó sobre El Monasterio de Celorio, obra editada por dicho instituto al año siguiente.
También es miembro de la Academia Asturiana de Heráldica y Genealogía, de la Academia Asturiana de Gastronomía, de la Asociación Española de Etnología y Folclore, y de la Asociación Asturiana de Periodistas y Escritores de Turismo.